# Saddell
Saddell (gälisch: Sàghadal) ist eine nur aus wenigen Häusern bestehende Ortschaft in der schottischen Council Area Argyll and Bute. Sie liegt am Ostufer der Halbinsel Kintyre etwa zehn Kilometer nördlich von Campbeltown und 36 Kilometer südlich von Tarbert. Nördlich der Ortschaft verläuft der Bach Saddell Water und ergießt sich östlich in den Kilbrannan-Sund. Saddell ist durch die B842 an das Straßennetz angeschlossen.
Ragnall, der Sohn des Hebridenkönigs Somerled, gründete im Jahre 1207 das Kloster Saddell. Teile der mittelalterlichen Zisterzienserklosteranlage mitsamt dem Friedhof sind bis heute als Ruinen erhalten und können besichtigt werden. Die Anlage ist in die schottische Denkmalkategorie B eingeordnet. Mit Saddell Castle, einer Festung des Clans MacDonald, befindet sich auch ein Denkmal aus der höchsten schottischen Denkmalkategorie A in Saddell. Die im Jahre 1512 fertiggestellte Burg wurde im Laufe ihrer Geschichte zwei Mal aufgegeben und schließlich 1890 restauriert.